# Lydomorphus arnoldii arnoldii
Lydomorphus arnoldii arnoldii es una subespecie de coleóptero de la familia Meloidae.

## Distribución geográfica
Habita en África.